# Ash Stymest
Ashley "Ash" Stymest, född 31 juli 1991 i London, är en brittisk fotomodell.
Ash Stymest avporträtterades på framsidan av tidskriften Attitude i april 2009 och på framsidan av italienska Vogue i september 2009. Han har även medverkat i 2NE1's nya musikvideo "gotta be you" 21 maj 2014.  